# Zero Gravity (Kate Miller-Heidke)
Zero Gravity è un singolo della cantautrice australiana Kate Miller-Heidke, pubblicato il 25 gennaio 2019 su etichetta discografica Universal Music Group.
Scritto dalla Miller-Heidke stessa con il marito Keir Nuttall, il brano ha vinto l'Eurovision - Australia Decides 2019, guadagnando il diritto a rappresentare l'Australia all'Eurovision Song Contest 2019 a Tel Aviv, in Israele. Dopo essersi qualificata dalla prima semifinale del 14 maggio, si è esibita per venticinquesima nella finale del 18 maggio successivo. Qui si è classificata 9ª su 26 partecipanti con 284 punti totalizzati, di cui 131 dal televoto e 153 dalle giurie. Ha vinto il voto dei giurati di Polonia e Romania.

## Tracce
Download digitale
1. Zero Gravity – 2:57

Download digitale (7th Heaven Remix)
1. Zero Gravity (7th Heaven Remix) – 3:56

Download digitale (Where Is ATT Remix)
1. Zero Gravity (Where Is ATT Remix) – 3:13

## Classifiche
| Classifica (2019) | Posizione massima |
| ----------------- | ----------------- |
| Australia         | 95                |
| Islanda           | 36                |
| Lituania          | 64                |